# Grote Kerk (Breda)
De Grote of Onze-Lieve-Vrouwekerk is het belangrijkste monument van Breda. Zij heeft bovendien een nationale betekenis. Een onderdeel van de kerk wordt gevormd door de Prinsenkapel, die het mausoleum is van de vroege voorvaderen van de Nederlandse koninklijke familie, het geslacht van Nassau-Dillenburg.
De kerk staat in het centrum van Breda aan de Grote Markt. Het is een kruisbasiliek in de stijl van de Brabantse gotiek, die in de loop der tijd meerdere malen is gerestaureerd.
De kerk is hét herkenningspunt van Breda. De toren van de kerk, met zijn 97 meter hoog al van ver zichtbaar, is op sommige dagen te beklimmen. Boven is er een uitzicht over de Grote Markt en de stad. Het kerkgebouw is minimaal 8 maanden per jaar gratis te bezichtigen. 
De kerk is sinds 1637 protestants. Er wordt tegenwoordig nog een aantal maal per jaar een kerkdienst gehouden. Ook vinden er regelmatig doopsels, huwelijksvieringen, herdenkingsdiensten en uitvaarten plaats.
Zowel vanwege haar bouw als vanwege haar ligging wordt de kerk tot een van de mooiste van Nederland gerekend. Als voorbeeld van de Brabantse gotiek is zij in Nederland het meest gave en elegante, hoewel minder bekend dan de Sint-Janskathedraal in 's-Hertogenbosch. De kerk staat in de 'Top 100 van de Rijksdienst voor de Monumentenzorg' uit 1990.

## Geschiedenis

### Eerdere kerken
Archeologisch onderzoek heeft aangetoond dat op de huidige plaats omstreeks 1100 een houten kerkje stond, gewijd aan Maria. Deze kerk stond dicht bij het Kasteel van Breda, een aanwijzing dat de kerk eigendom was van de heer van Breda (een zogenaamde Eigenkerk). Deze kerk werd rond 1116 vervangen door een kerk gebouwd van tufsteen. Deze tufsteen was geïmporteerd uit de Eifel. De stenen van deze tufstenen kerk werden later gebruikt voor een nieuwe stenen kerk. De eerste vermelding van deze stenen kerk dateert uit 1269 en zijn afkomstig uit een oorkonde van het begijnhof van Breda. Er wordt zelfs gesproken over een klooster, wat een indicatie is voor de grootte van het gebouw. In 1303 werd de kerk door Raso II van Gaveren, heer van Breda, verheven tot kapittelkerk.

### Huidige kerk

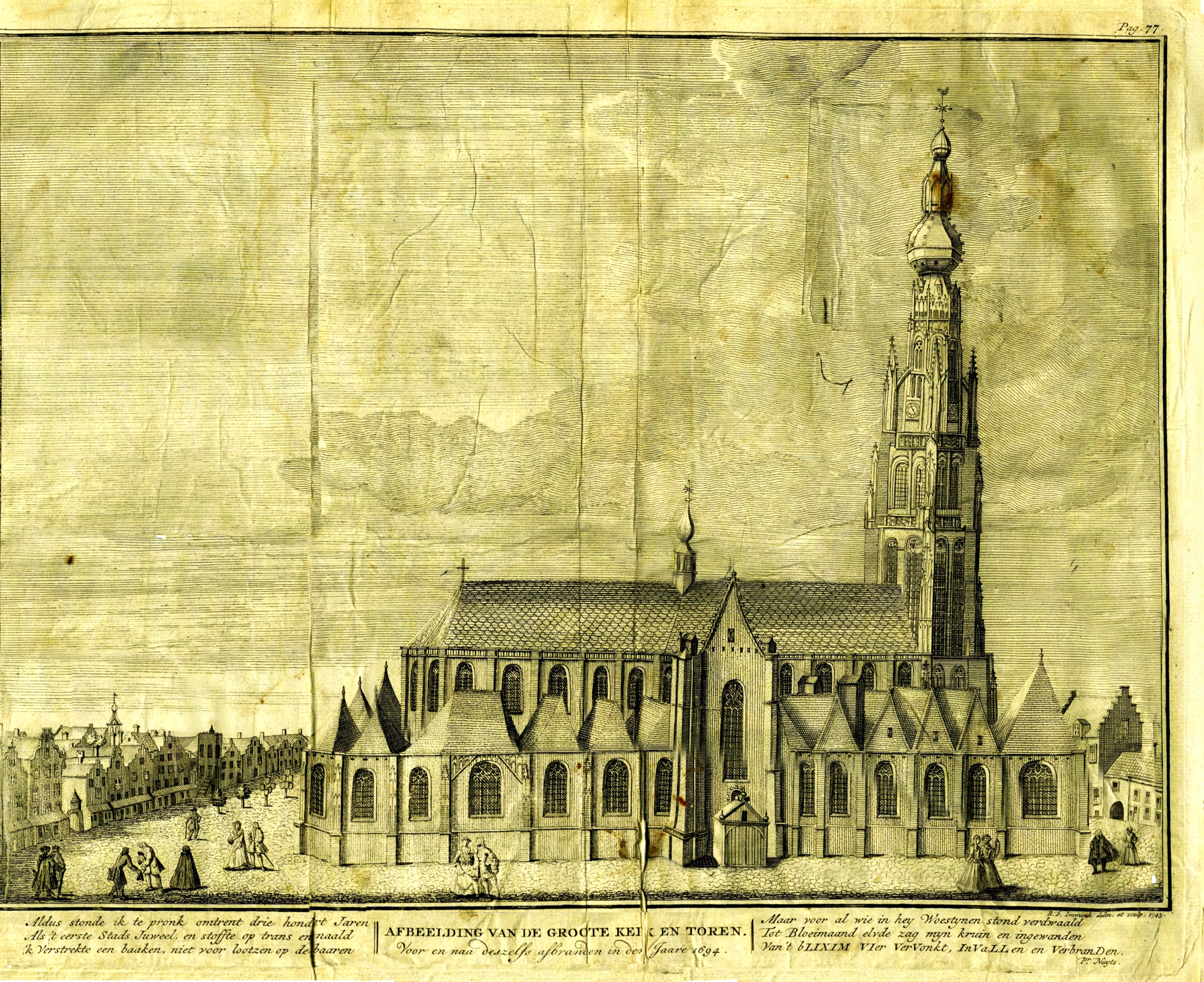
Grote of Onze-Lieve-Vrouwekerk voor 1694

In 1410 werd begonnen met de huidige kerk op de plaats van haar voorganger. Allereerst werd het koor gebouwd, aanvankelijk zonder kooromgang. Vervolgens ontstond het schip met de zijbeuken en het transept. Van dit deel werd de bouw in 1468 afgesloten. Nadat in 1457 de oude toren was ingestort, werd van 1468 tot 1509 de huidige toren gebouwd. Hierna kwamen de zijkapellen van het schip tot stand (voltooid in 1526) en de Prinsenkapel ten noorden van het koor (1520-1525). Ten slotte werd van 1526 tot 1536 de kooromgang met de Niervaartkapel opgetrokken. In 1547 was de kerk voltooid.
In 1449, terwijl de bouw van de kerk in volle gang was, werd het Sacrament van Niervaert er ondergebracht. Dit was een wonderbaarlijke hostie, die talrijke pelgrims naar de kerk lokte. In 1566 vond de Beeldenstorm plaats in de kerk. Na de Reformatie wisselde de kerk enkele malen van eigenaar om in 1637 definitief protestants te worden; in 1648 werd ook het kapittel opgeheven. 
In 1694 brandde de oorspronkelijke bekroning van de toren af. De huidige spits dateert uit 1702. Van 1833 tot 1880 werkte de Bredase stadsarchitect Antonius Joannes Franciscus Cuypers (1807-1882) aan de restauratie van de kerk, met name van de toren. Zijn ontwerp voor een nieuwe torenspits werd echter niet uitgevoerd. De laatste grote restauratie duurde van 1993 tot 1998.

## Prinsenkapel
De Prinsenkapel ten noorden van het koor is het mausoleum van de voorvaderen van de Nederlandse koninklijke familie. Hier bevindt zich het Praalgraf van Engelbrecht II van Nassau. De kapel werd gebouwd van 1520 tot 1525 in opdracht van graaf Hendrik III van Nassau-Breda. Zij was in eerste instantie bedoeld als familiekapel, waarin getrouwd kon worden en waar ook familieleden begraven konden worden. Uiteindelijk werden er zeventien leden van de familie in de kapel begraven. Toen stadhouder Willem van Oranje overleed lag het in de bedoeling dat ook hij daar begraven zou worden, maar omdat de stad Breda in die tijd nog in handen was van de Spaanse heerser, zijn hij en na hem al zijn regerende nakomelingen, met uitzondering van prins Willem III, plus na diens dood de leden van de regerende Friese tak van het Koninklijk Huis, bijgezet in de Grafkelder van Oranje-Nassau in de Nieuwe Kerk in Delft.
Een bijzonder onderdeel van de kapel zijn de gewelfschilderingen, die uit 1533 dateren en worden toegeschreven aan de Italiaanse frescoschilder Thomas Vincidor de Bologna, een leerling van Raphael.
In de kapel hangt ook de triptiek "De vinding van het ware kruis" (ca. 1542) van de kunstschilder Jan van Scorel. Dit schilderij werd in 2007 in delen opnieuw gerestaureerd.
De Prinsenkapel is vijf jaar gesloten geweest voor restauratie. De gewelfschilderingen werden compleet gerestaureerd, waarbij alle overschilderingen die in de loop van de tijd waren aangebracht, met een scalpel minutieus werden verwijderd. In 2003 was de restauratie van de kapel voltooid en kon zij weer voor het publiek worden opengesteld.

## Interieur en inventaris
In de Nievaartkapel bevindt zich de kerkschat, die onder meer bestaat uit het schilderij met de geschiedenis van het Sacrament van Niervaert en de oude stadgezichten. Ook is er kerkzilver.
De kerk herbergt een voor Nederlandse begrippen grote hoeveelheid kunstvoorwerpen die de Hervorming hebben overleefd. Hieronder vallen vooral de grafmonumenten uit de veertiende tot zestiende eeuw op, zoals:
- Grafmonument Engelbrecht I van Nassau
- Grafmonument van Dirk van Assendelft
- Grafmonument Frederik van Renesse
- Graf van Jan I van Polanen
- Graf van Jan II van Polanen
- Epitaaf Jan van Dendermonde
- Epitaaf Joris van Froenhuijzen

Verder bevinden zich in de kerk een aantal opvallende muurschilderingen, waaronder een vijftiende-eeuwse Verkondiging in de stijl van de Vlaamse Primitieven en een schildering van Sint Christoffel.
Het kerkorgel met vier manualen is in 1969 gebouwd door de firma Flentrop, met gebruikmaking van onderdelen van oudere orgels, waaronder pijpwerk. Het behoort tot de grootste mechanische instrumenten in Zuid-Nederland en heeft vele restauraties, uitbreidingen en verbeteringen ondergaan. Het heeft de kleuren van het huis Nassau, blauw en goud. De kerk heeft sinds omstreeks 1975 ook een koororgeltje, dat in 1778 gebouwd is door J.S. Strümphler.
In de kerk bevinden zich ten slotte een geelkoperen doopvont uit 1540, gemaakt door Joos de Backer uit Antwerpen, een koorgestoelte uit 1440 met gesneden misericordes, een 17e-eeuwse preekstoel en prinsenbank en een drieluik uit het atelier van Jan van Scorel, De vinding van het ware kruis.

## Afmetingen
- Totale lengte: 77.3 meter
- Breedte van het dwarsschip: 37.7 meter
- Gewelfhoogte van het schip: 22.5 meter
- Hoogte van de daknok: 31.4 meter
- Hoogte van de toren: 97.2 meter

## Jubilea
Op 21 juni 2009 werd gevierd dat de toren van de kerk in dat jaar vijfhonderd jaar oud was: op 21 juni 1509 was de toren voltooid en werd het 510 pond zware kruis op de toren geplaatst.
In 2010 bestond de kerk zelf zeshonderd jaar. Dit werd onder meer gevierd met de tentoonstelling van 15 januari tot 18 april: Woord en Wapen, in dienst van de Nassaus "De spectaculaire wedergeboorte van een kerkinterieur". Te zien waren 277 gereconstrueerde wapenborden en 220 digitaal ontsloten grafmonumenten. Ook waren er 170 unieke museumstukken én het verhaal over 22 geestelijke en militaire dienaren van de Oranje-Nassaus.

## Wetenswaardigheden
- De naam van het Onze Lieve Vrouwelyceum, dat anders dan de naam wellicht doet vermoeden oorspronkelijk een jongensschool was, verwees naar de Onze-Lieve-Vrouwekerk.
- Tijdens restauratiewerkzaamheden in 1906 werd er in een noordelijke muur een mummie van een kat gevonden. Uit onderzoek in 2020 blijkt dat de kat tussen 1440 en 1460 is ingemetseld.[7]

## Galerij

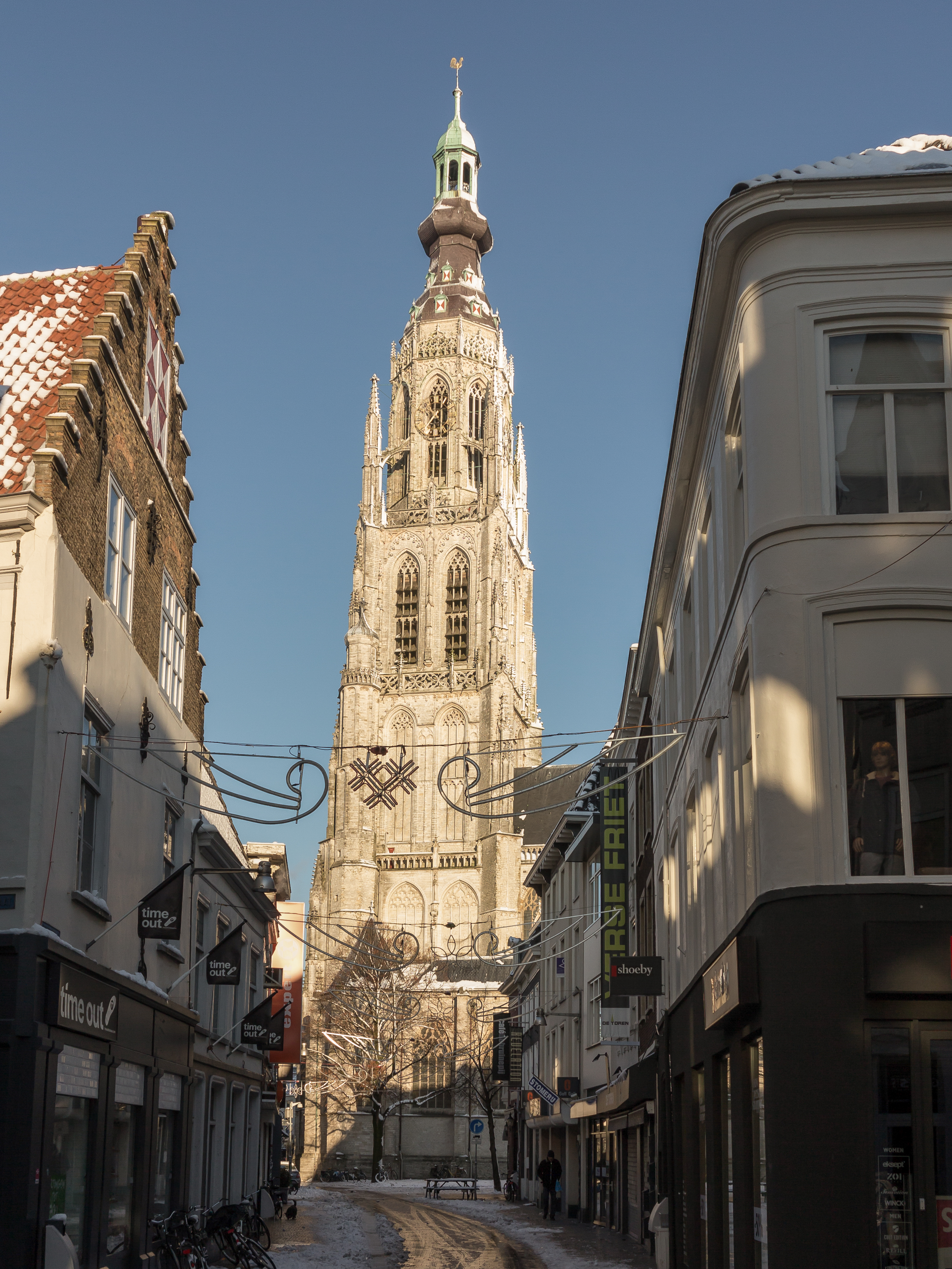
de Grote of Onze Lieve Vrouwekerk
de kerktoren vanaf de Grote Markt
de kerk vanaf de Vismarktstraat
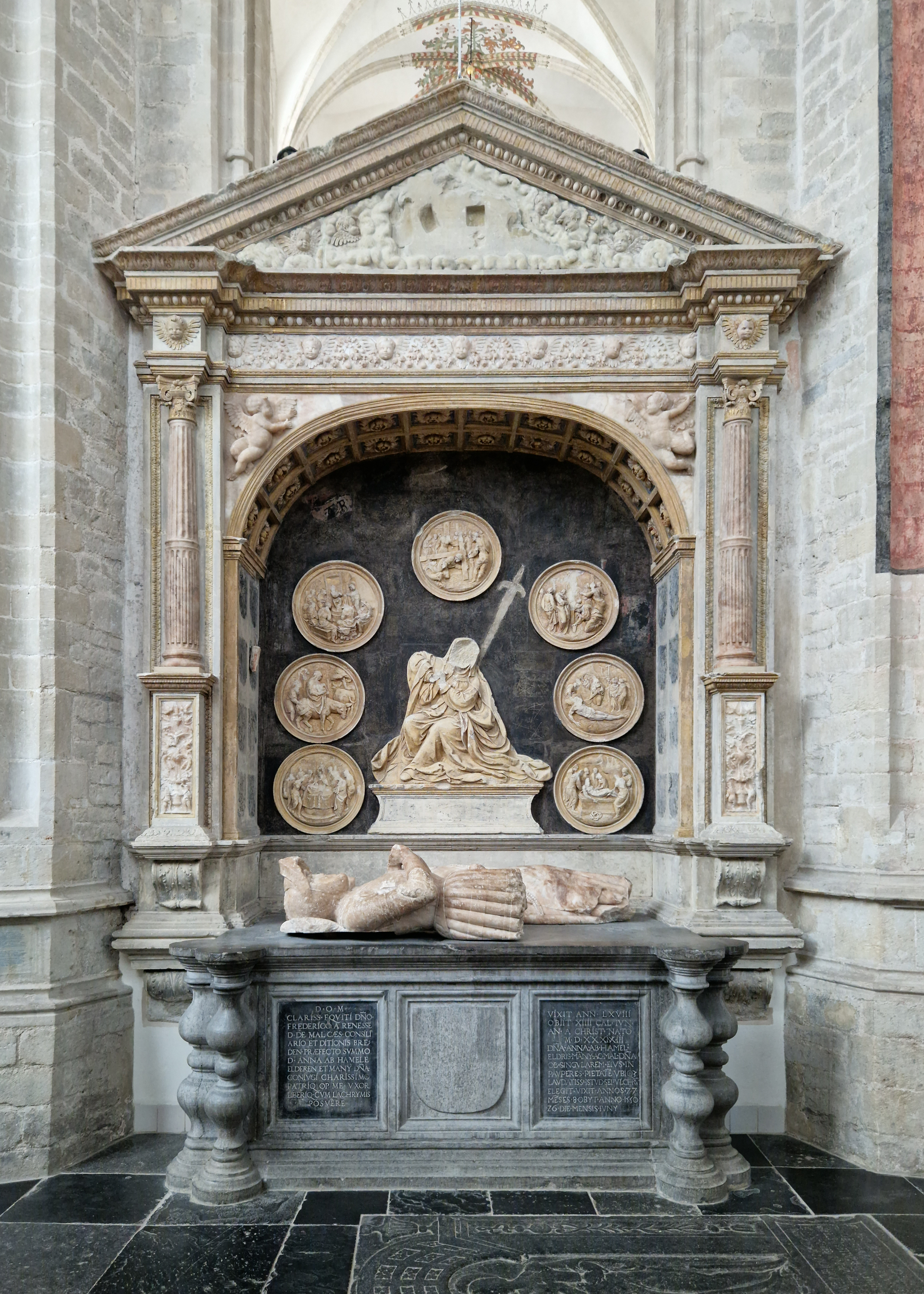
Grafmonument Frederik van Renesse
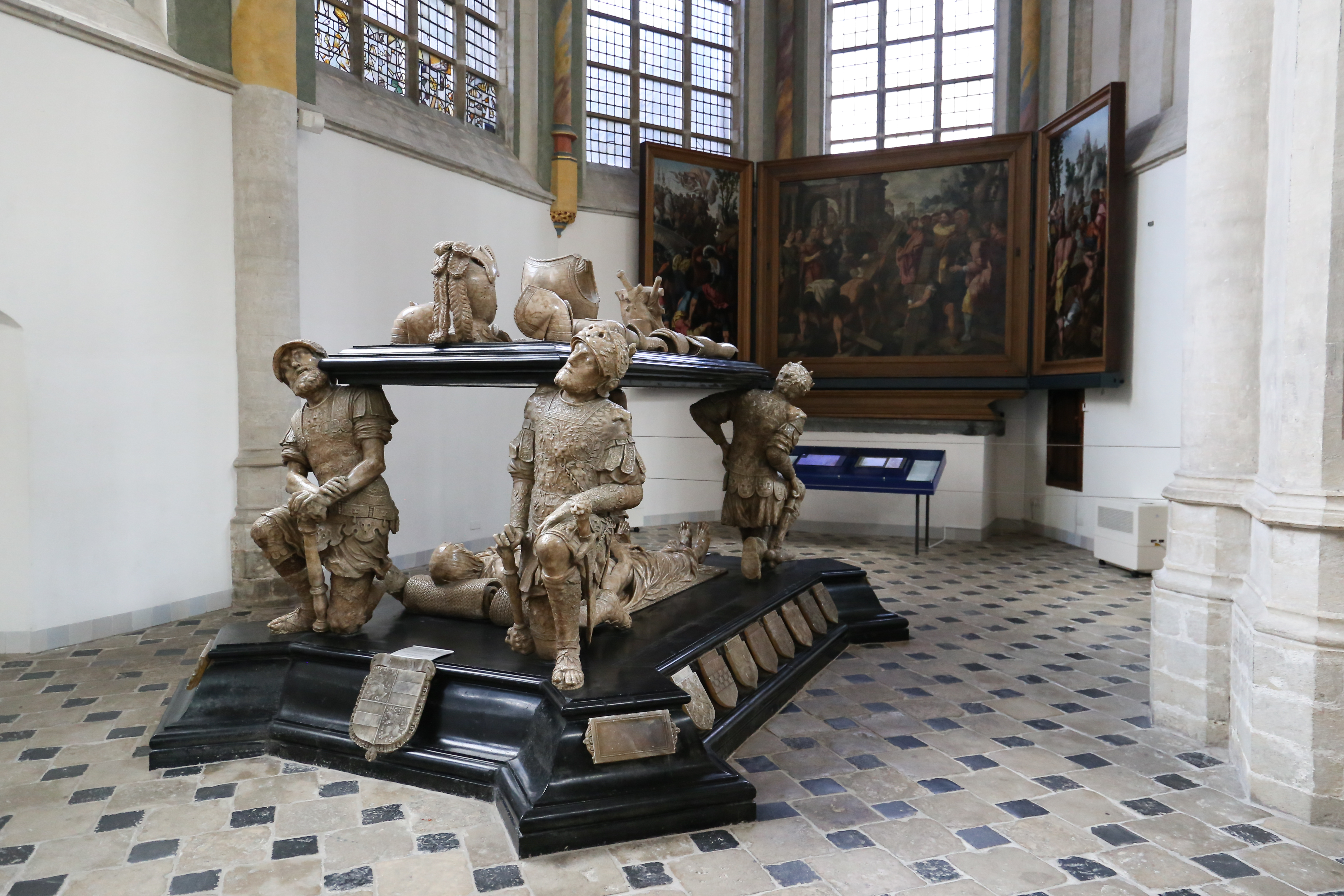
Praalgraf Engelbrecht II met het drieluik van Jan van Scorel
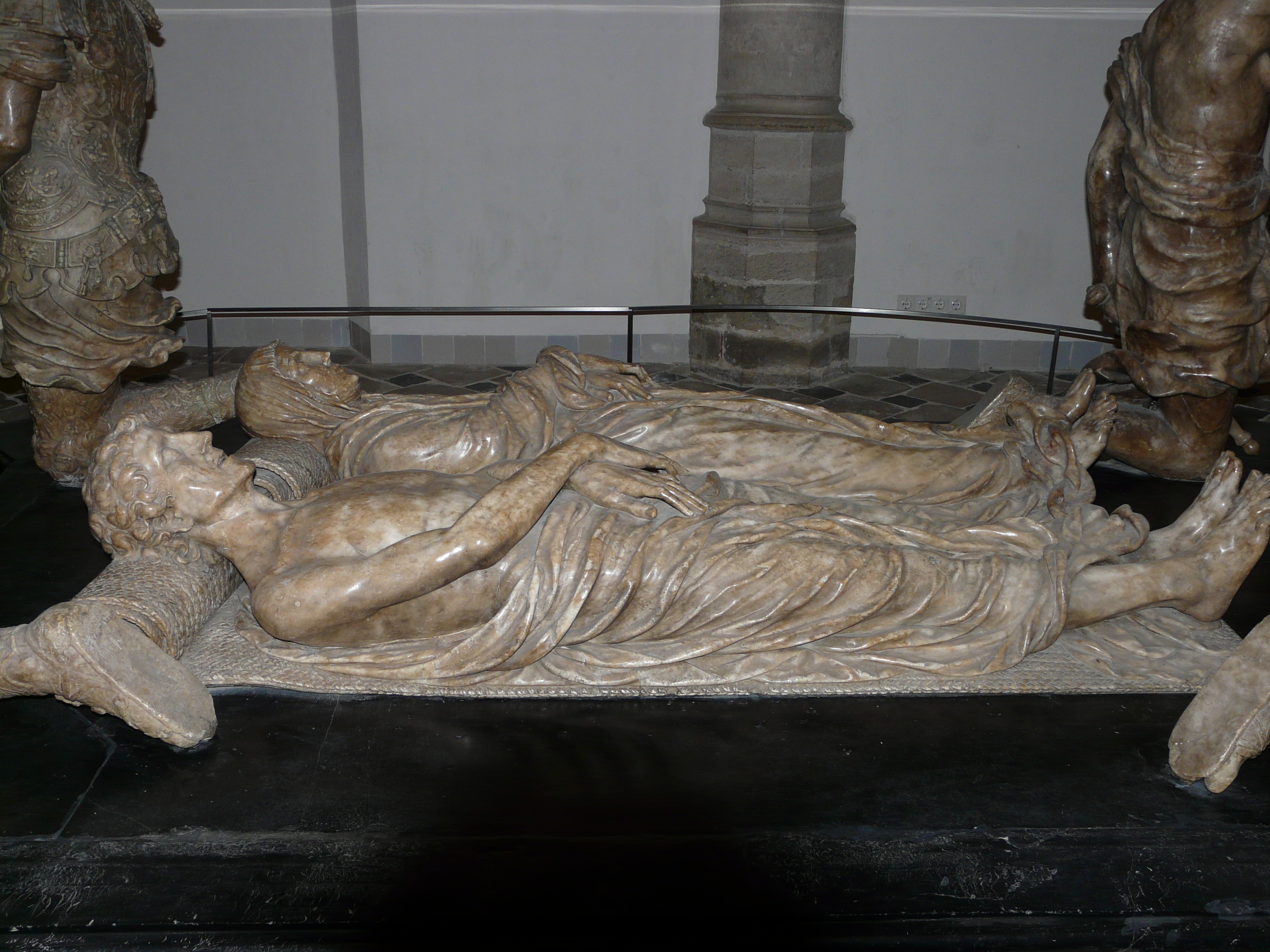
Detail Praalgraf Engelbrecht II
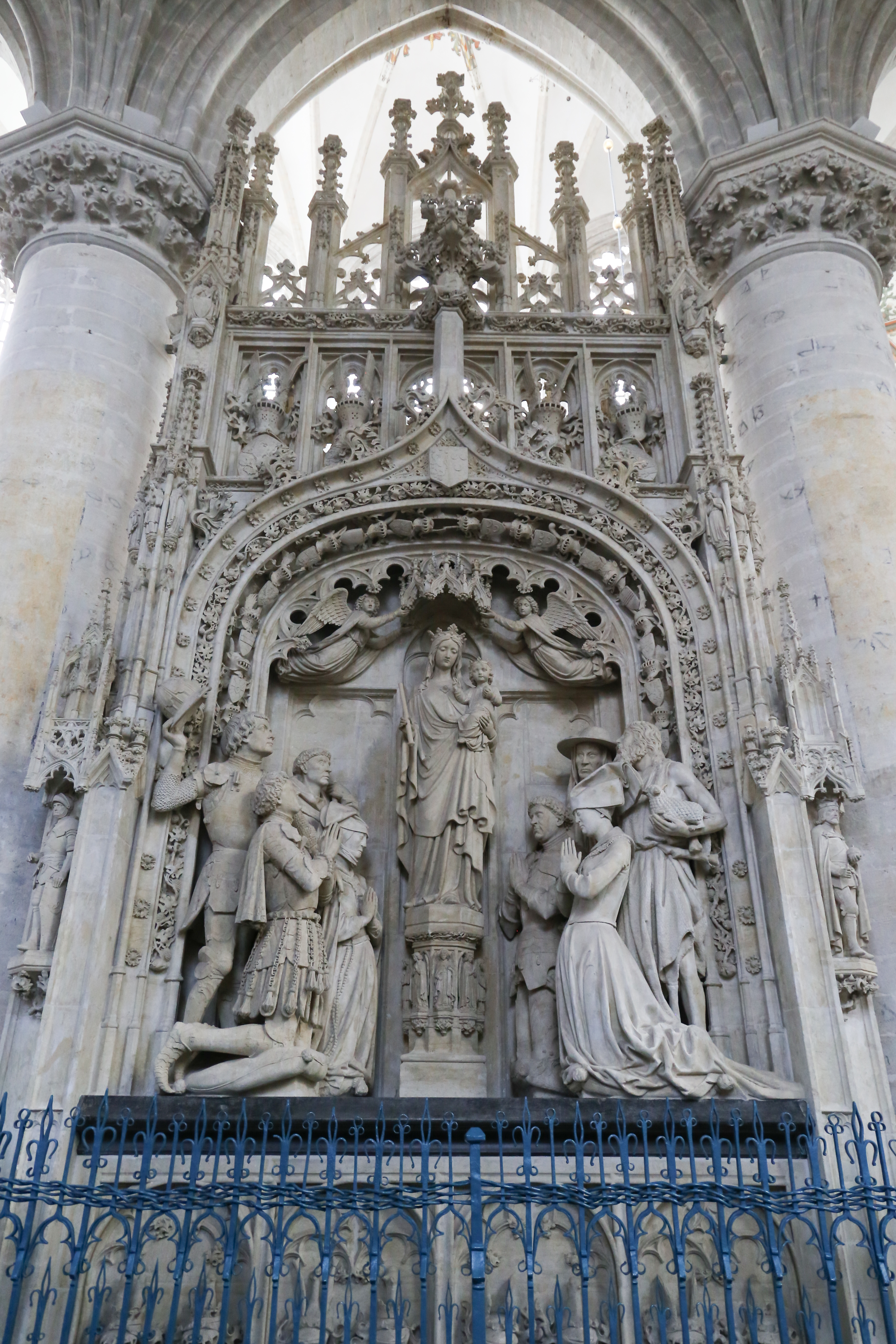
Praalgraf van Engelbrecht I van Nassau
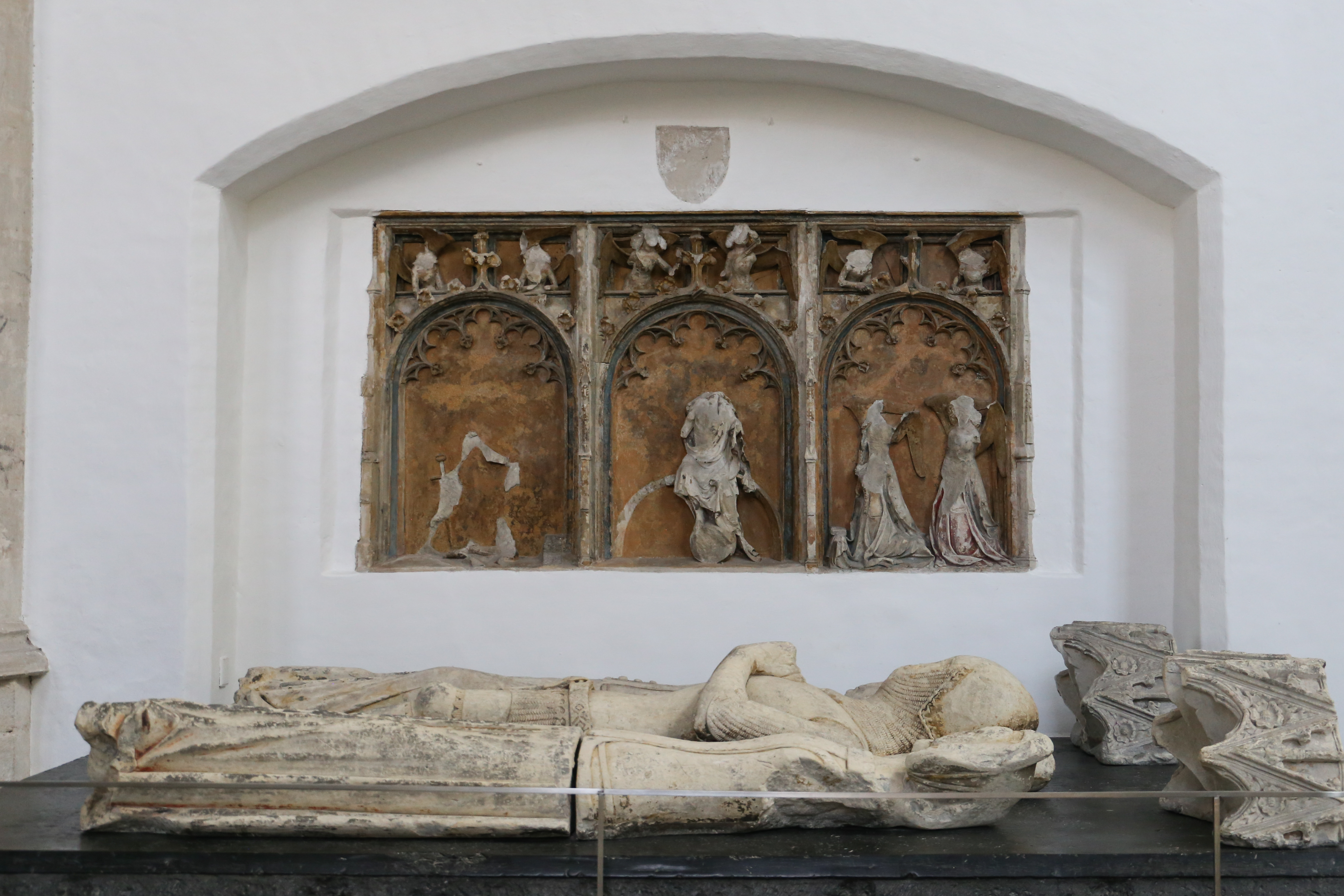
Graf van Jan I van Polanen
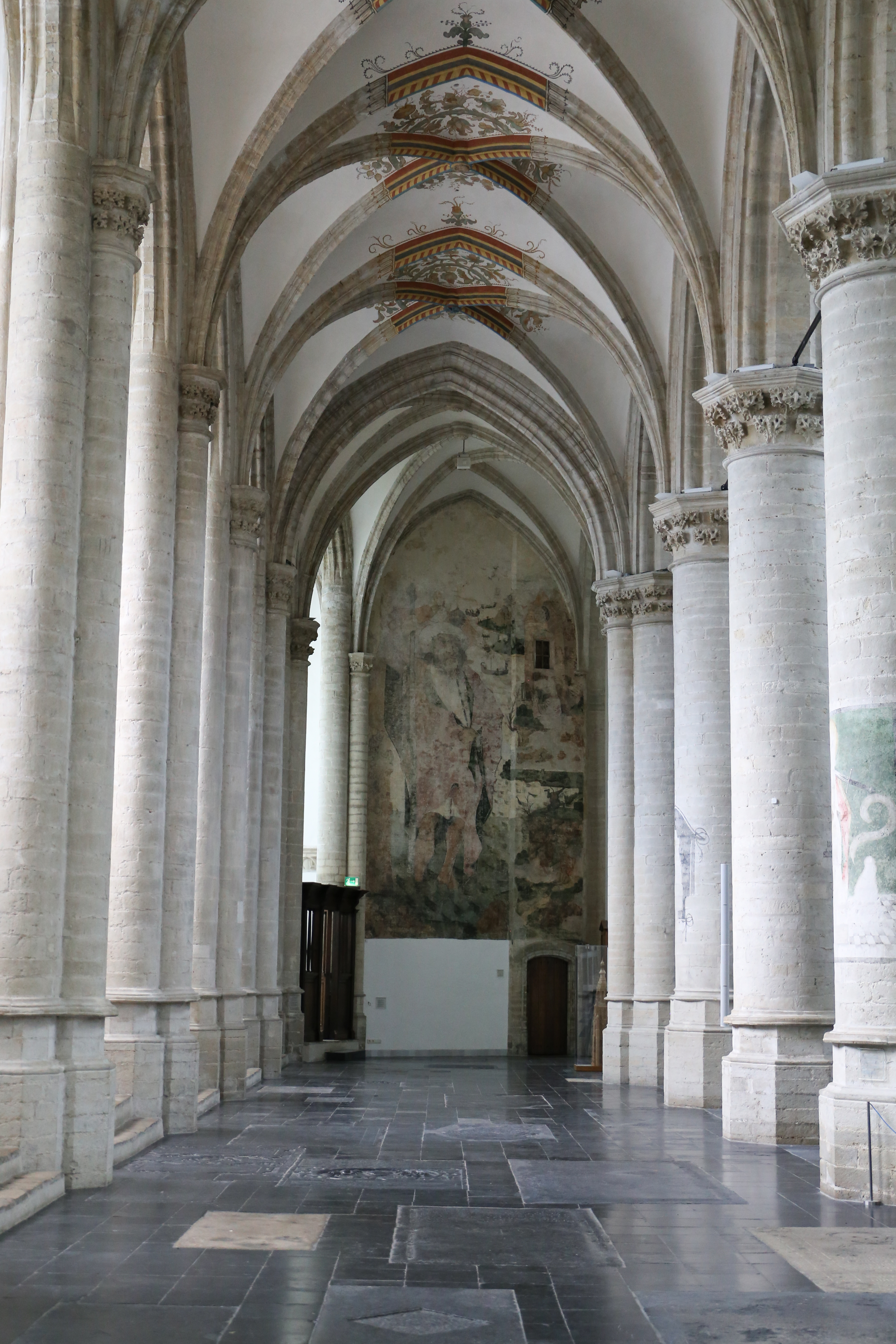
Interieur
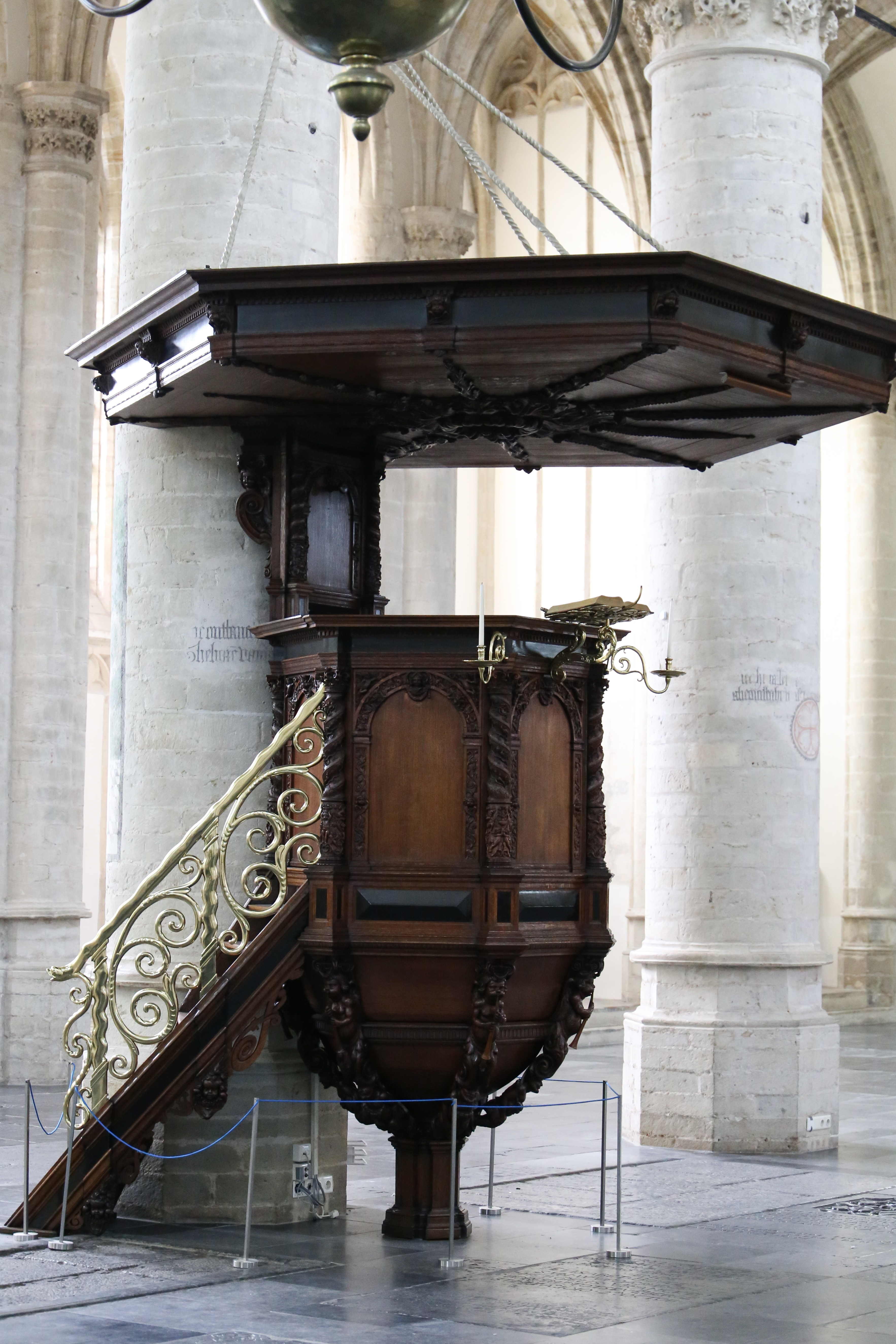
Preekstoel
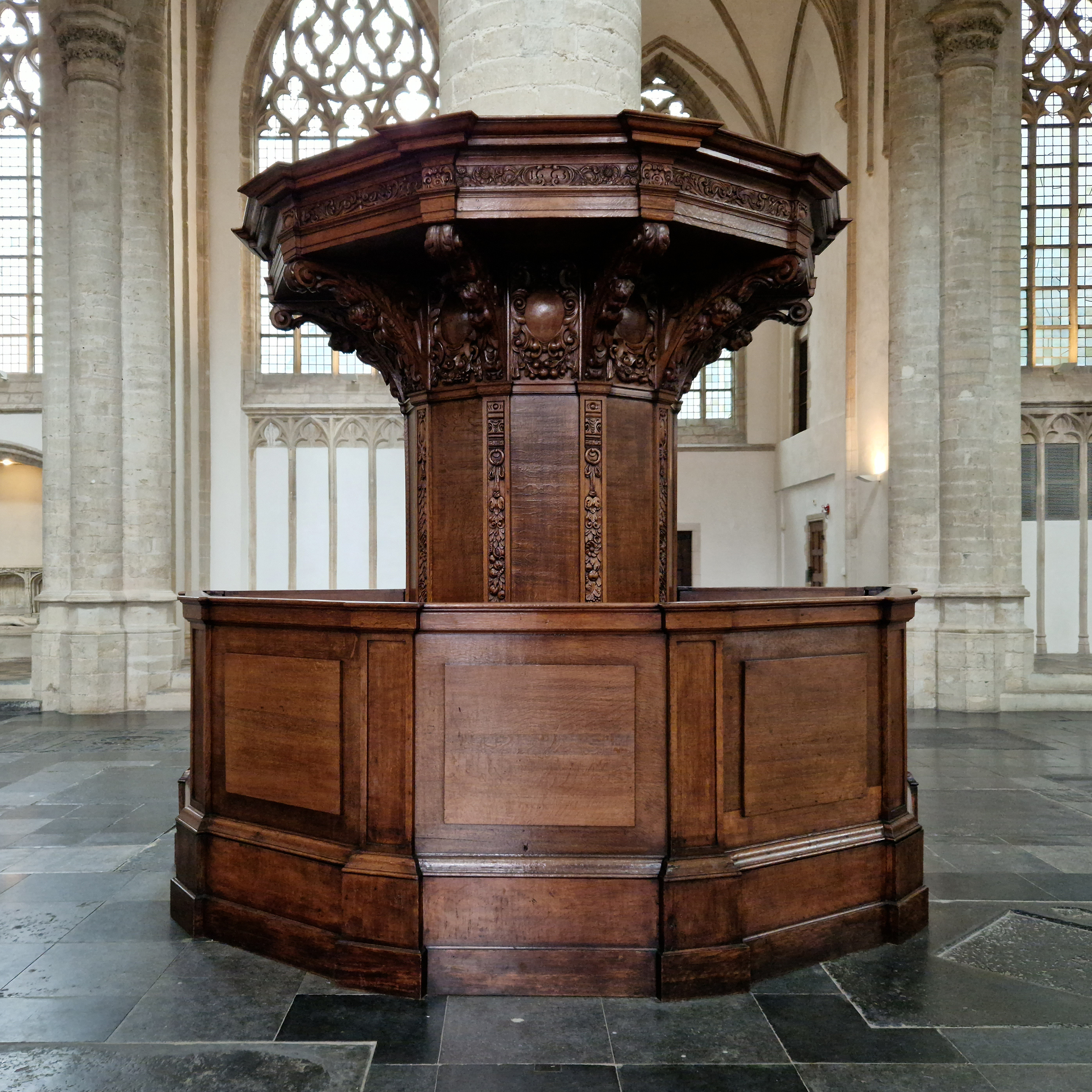
Prinsenbank
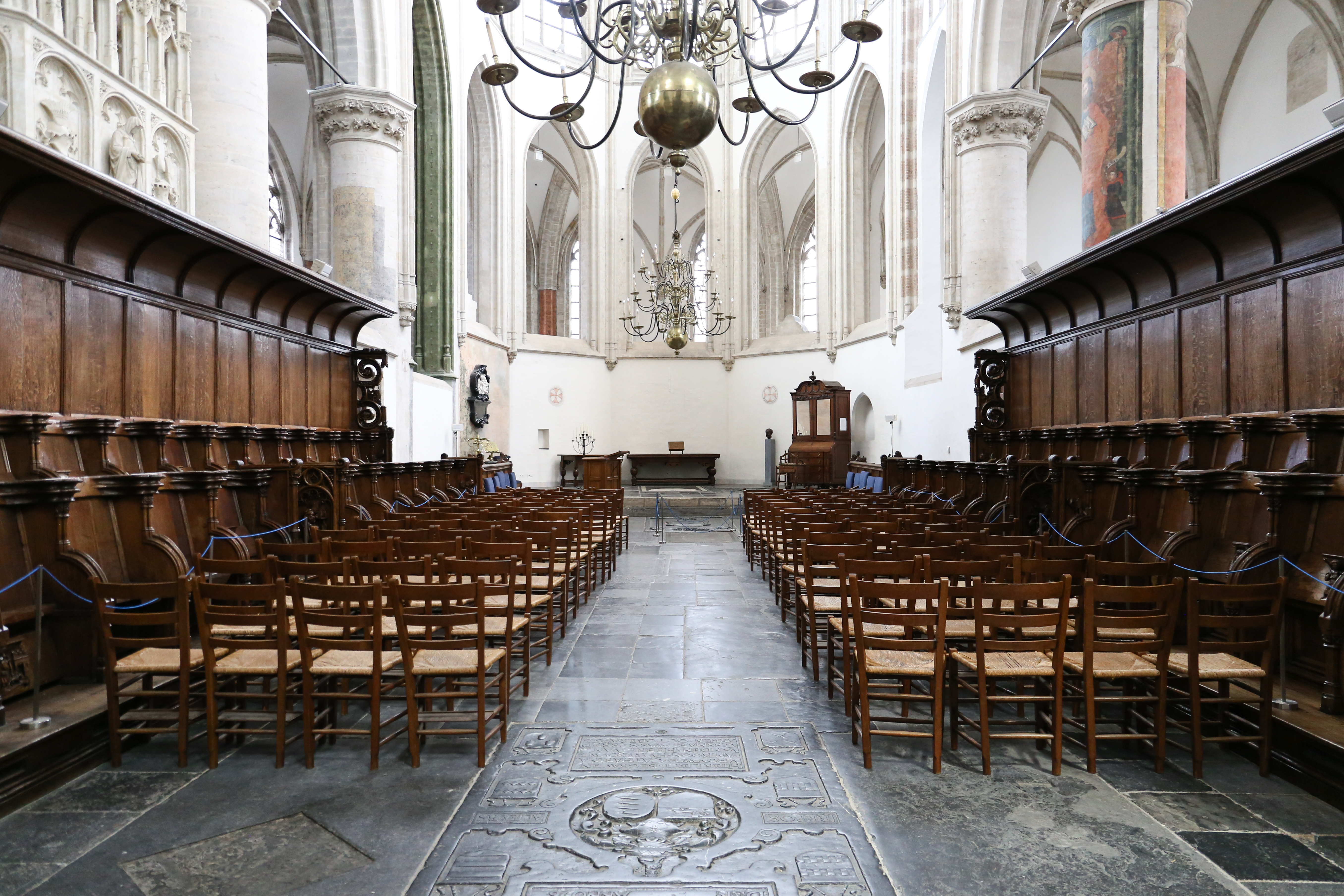
Koor
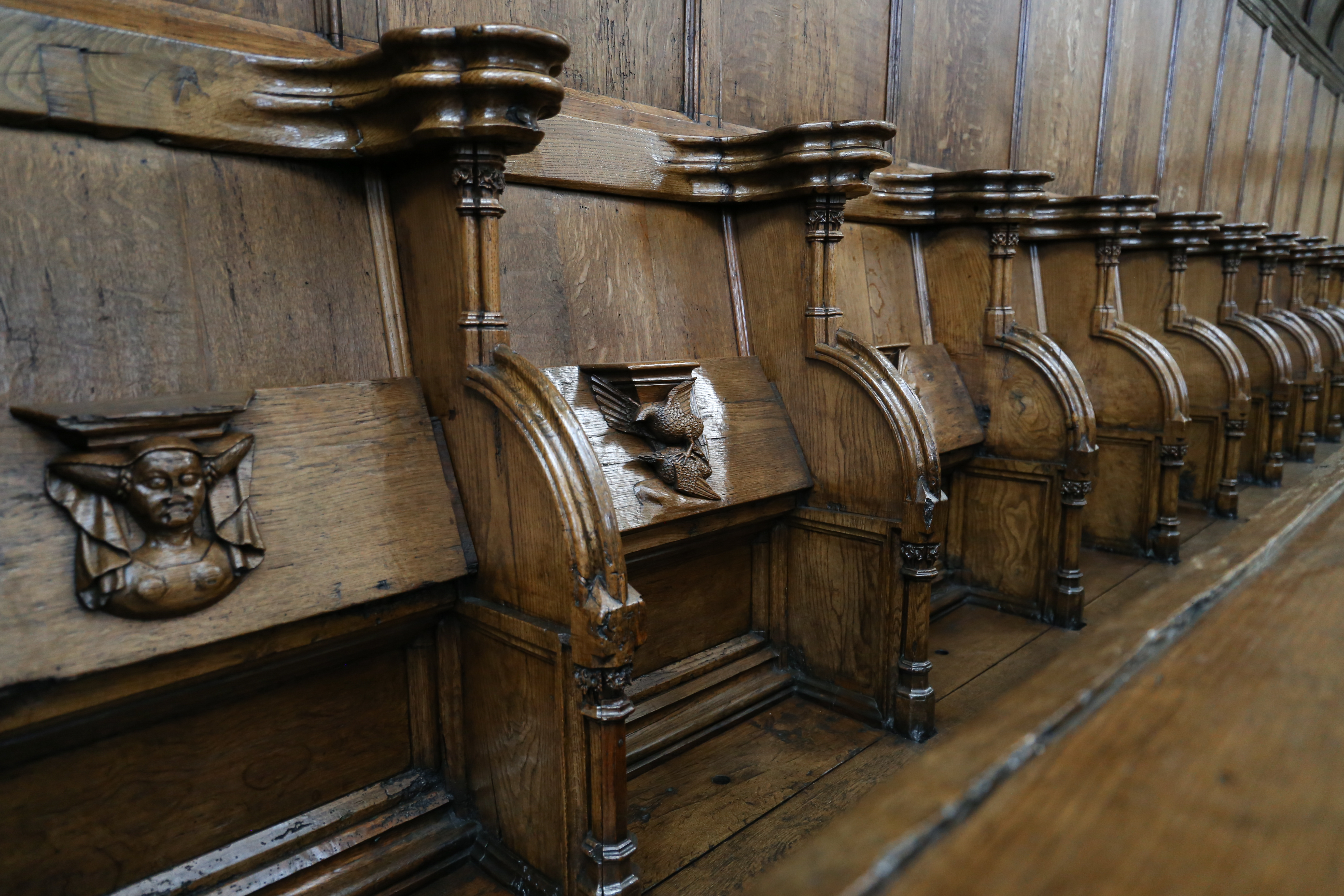
Detail koorbank
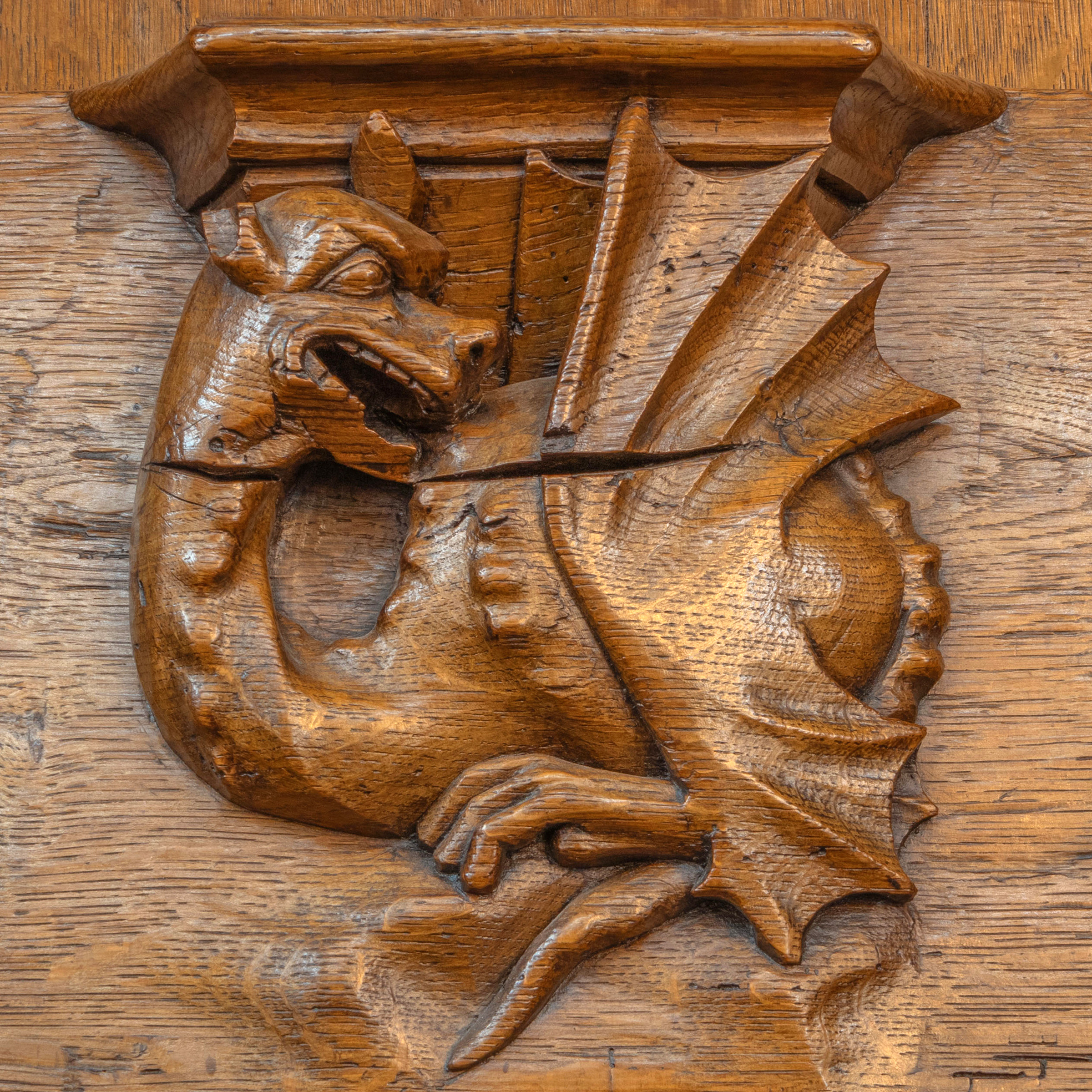
Misericorde koorbank
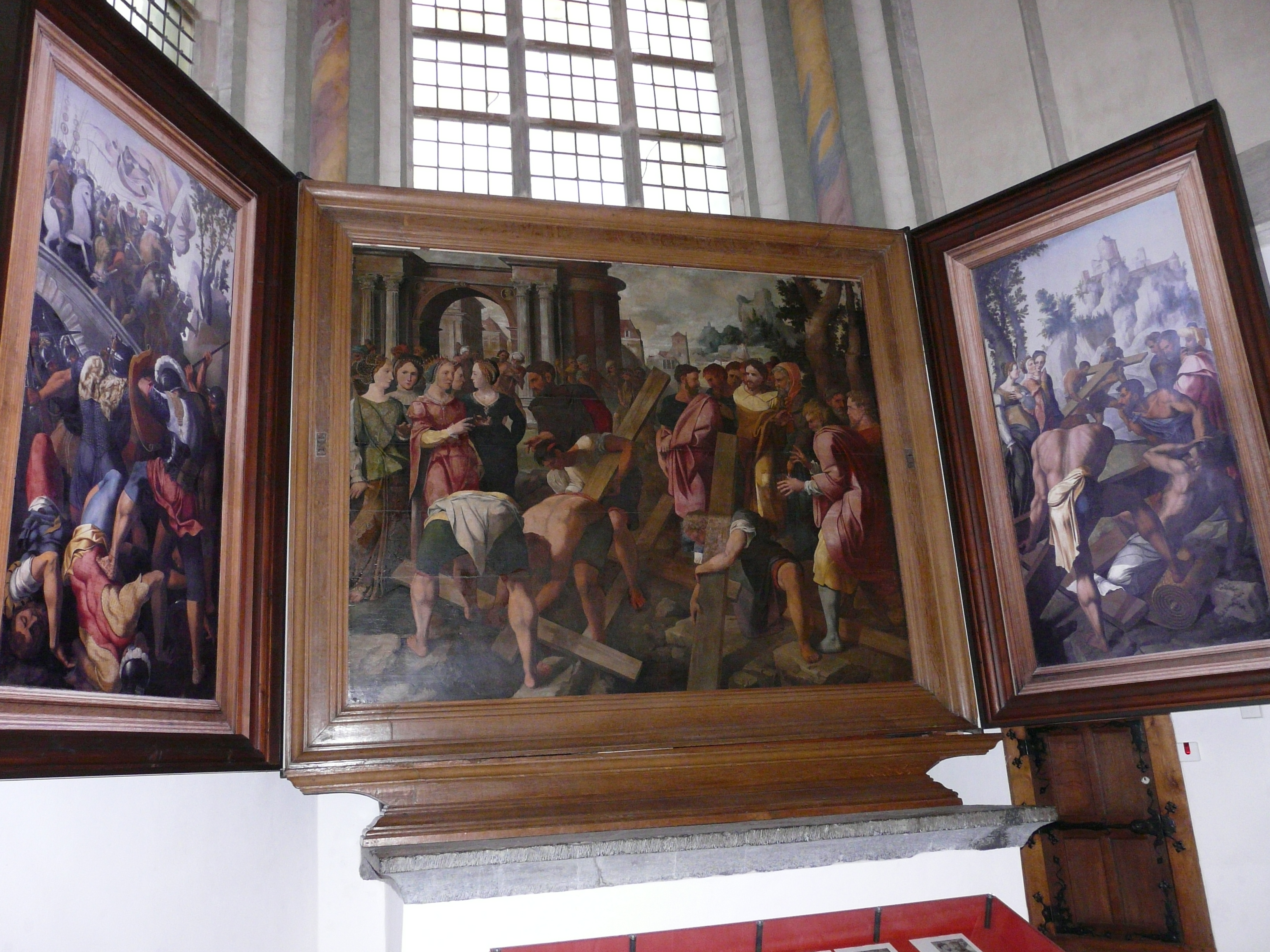
Drieluik van Jan van Scorel in de Prinsenkapel
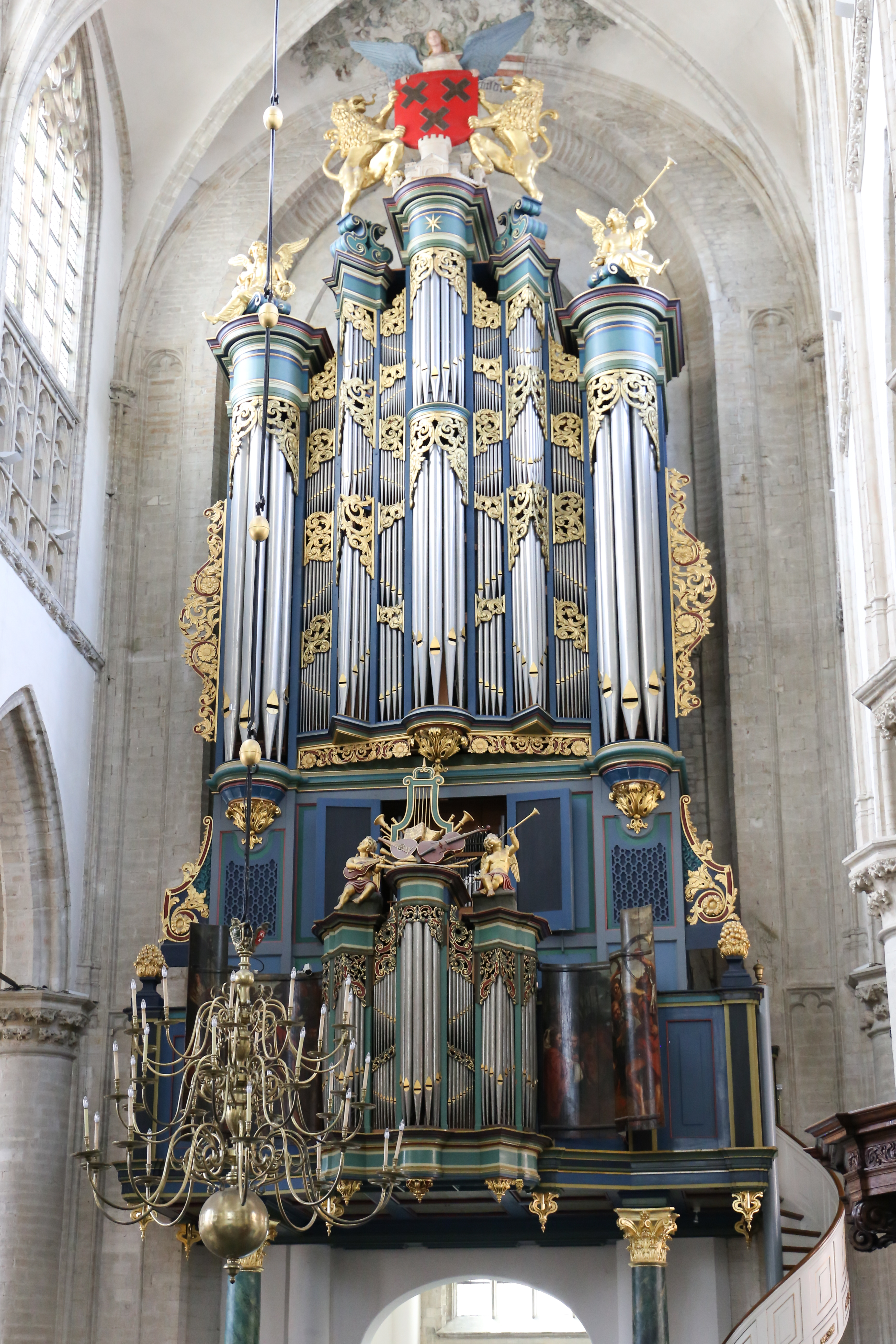
Orgel
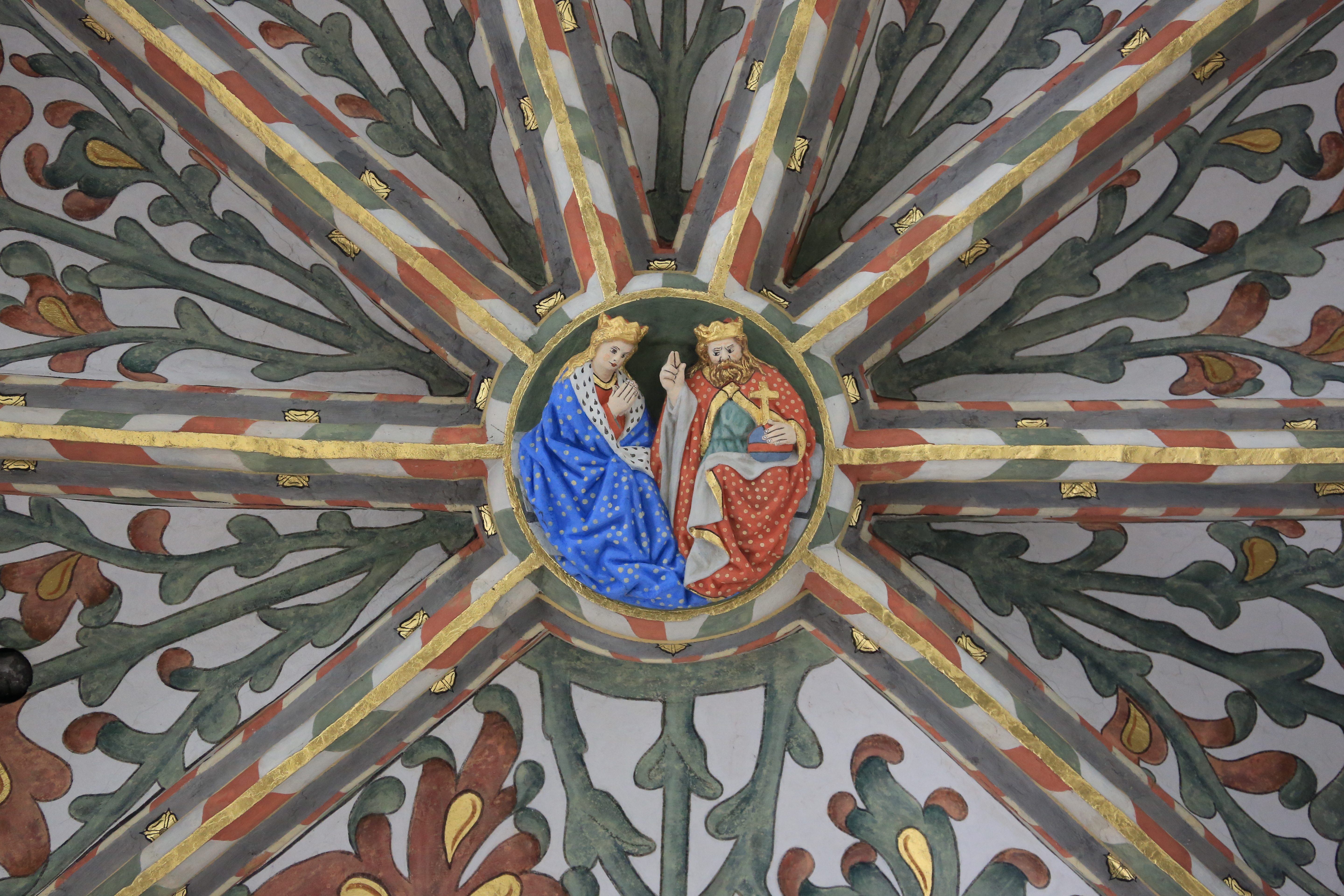
Detail plafondbeschildering
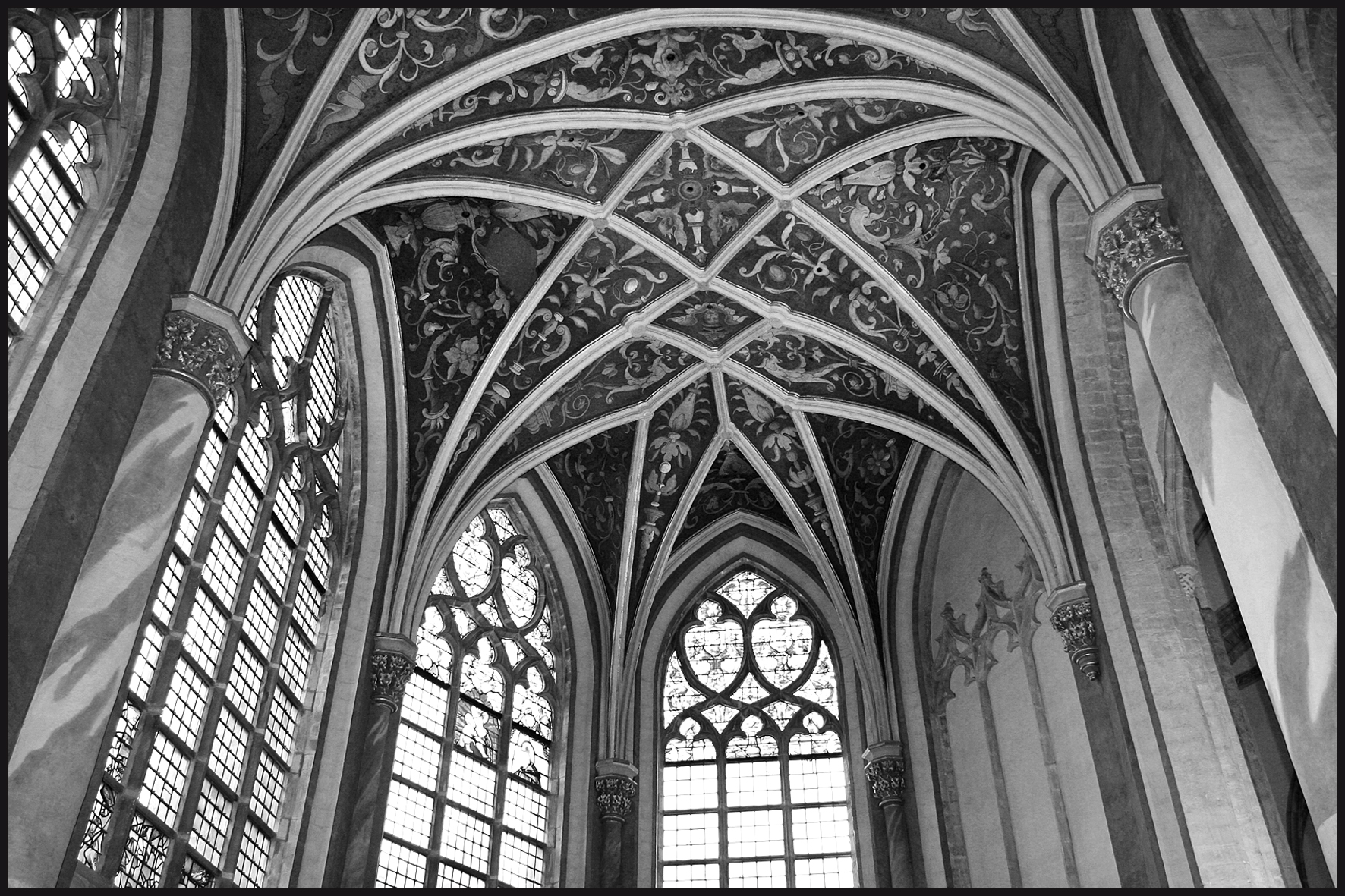
Plafond
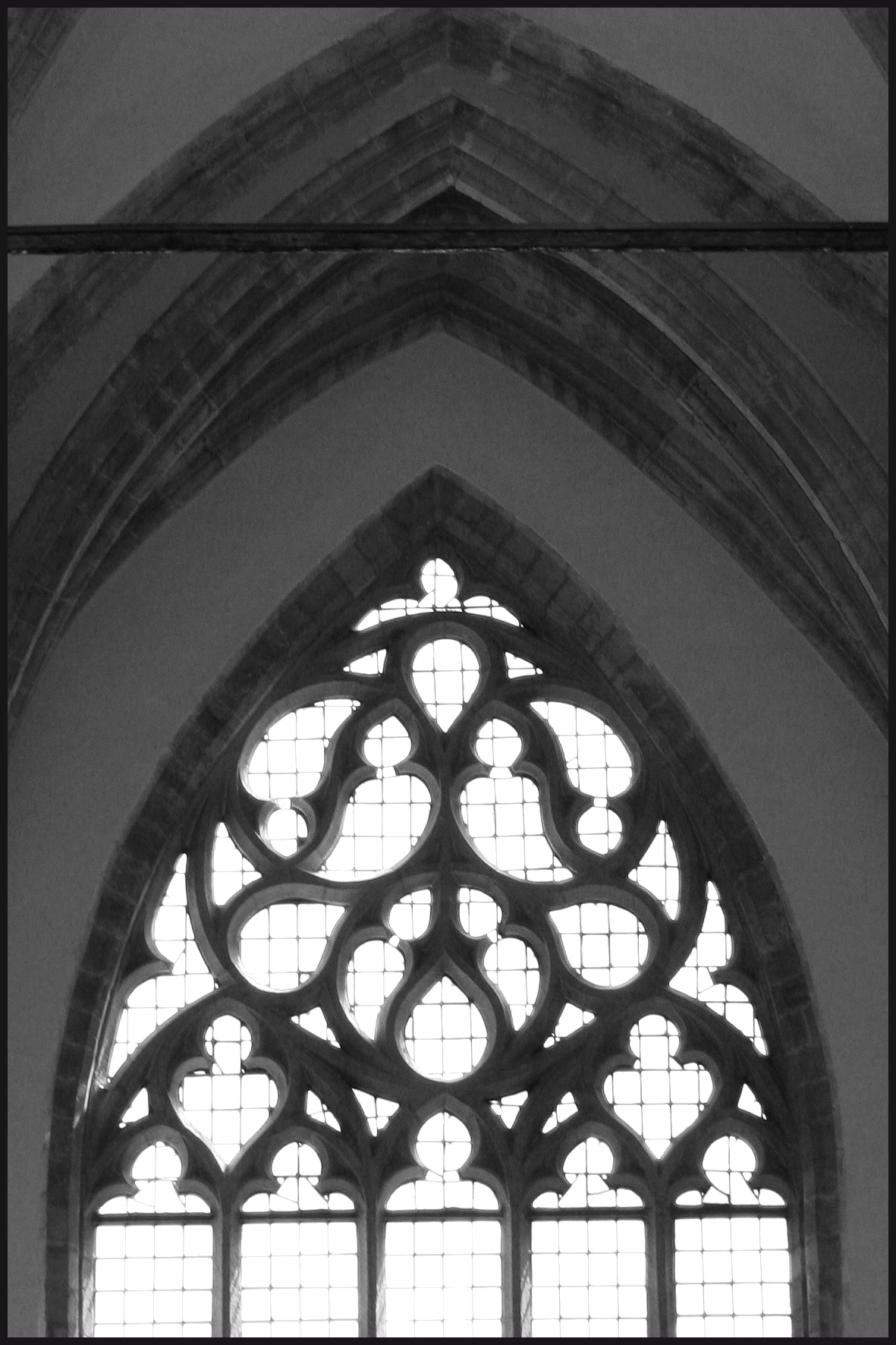
Raam
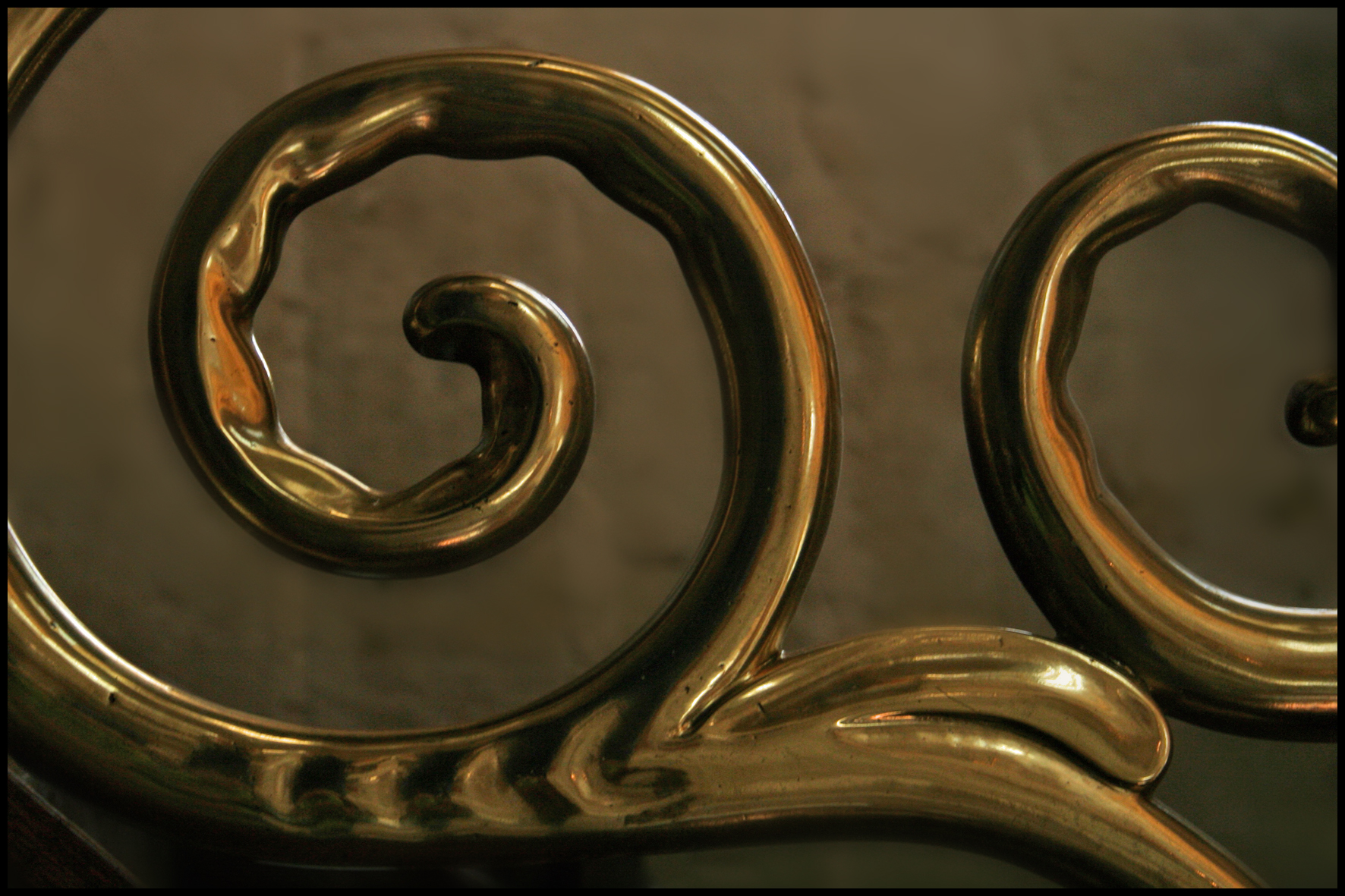
Detail